# Fußball-Europameisterschaft 1960
Das in der Presse oft als Erste Fußball-Europameisterschaft bezeichnete Turnier wurde als Europapokal der Nationen bzw. Europapokal der Länder vom 28. September 1958 bis zum 10. Juli 1960 ausgetragen. Insgesamt nahmen 17 Mannschaften daran teil, von denen vier die Endrunde ausspielten, welche vom 6. bis 10. Juli 1960 in Frankreich stattfand. Die Entscheidung für Frankreich fiel, als die vier Halbfinalisten feststanden. Der gesamte Wettbewerb wurde im K.-o.-System ausgespielt.
Da große Fußballnationen wie England, die Bundesrepublik Deutschland oder Italien nicht teilnahmen, schenkten die Medien und mancherorts auch die Zuschauer der Veranstaltung relativ wenig Beachtung. Sepp Herberger, damaliger westdeutscher Bundestrainer, wollte die Zeit zwischen den Weltmeisterschaften nicht „verschwenden“. So spielte die DDR bei der ersten Europameisterschaft erfolglos, denn sie scheiterte in der ersten Runde an Portugal. Die Bundesrepublik Deutschland nahm erstmals 1968 am Turnier teil, nachdem die UEFA die Wettbewerbe 1966 zur Fußball-Europameisterschaft erklärt hatte.

## Vorgeschichte und Qualifikation
1957 wurde nach kontroversen Diskussionen die Durchführung eines Turniers der europäischen Nationalmannschaften beschlossen. Meldeschluss für die Teilnehmer sollte der 15. Februar 1958 sein. Zu diesem Termin hatten sich 15 Nationen angemeldet und zehn (darunter auch Westdeutschland) sagten ab; da aber mindestens 16 Nationen, so hatte es die UEFA beschlossen, für die Durchführung des Wettbewerbs teilnehmen mussten und sich sieben Nationen noch nicht entschieden hatten, wurde die Meldefrist noch einmal bis zum 4. Juni des Jahres verlängert. Bis dahin waren es dann 17 Nationen, die teilnehmen wollten, und das Turnier, welches damals den Namen Europapokal der Nationen hatte, konnte stattfinden. Als potenzielle Ausrichter für die Endrunde wurden Spanien und Frankreich ins Auge gefasst.
Aufgrund der geringen Teilnehmerzahl bezeichnete man inoffiziell das Achtelfinale als Qualifikation, in anderen Quellen werden nur die Vorausscheidungsspiele zwischen Irland und der Tschechoslowakei oder alle Spiele bis einschließlich des Viertelfinales als Qualifikation bezeichnet. Der Gastgeber, hier Frankreich, war im Gegensatz zu heute nicht automatisch qualifiziert, vielmehr mussten die Bewerber um die Endrundenausrichtung das Halbfinale erreichen. Hätte Frankreich das Halbfinale nicht erreicht, so wäre unter den Halbfinalisten ein neuer Gastgeber ausgewählt worden. Alle Begegnungen bis einschließlich des Viertelfinals wurden in Hin- und Rückspielen entschieden.

## Spielorte
| Paris |

| Marseille |

| Paris |

| Marseille |

## Teilnehmer
| Mannschaften             |
| ------------------------ |
| Frankreich (Kader)       |
| Jugoslawien (Kader)      |
| Sowjetunion (Kader)      |
| Tschechoslowakei (Kader) |

## Endrunde

### Halbfinale
|                                             |   |             |           |
| 6. Juli 1960 in Paris (Prinzenpark)         |   |             |           |
| Frankreich                                  | – | Jugoslawien | 4:5 (2:1) |
| 6. Juli 1960 in Marseille (Stade Vélodrome) |   |             |           |
| Tschechoslowakei                            | – | Sowjetunion | 0:3 (0:1) |

Frankreich führte zur Halbzeit mit 2:1 und bis zur 75. Minute mit 4:2. Innerhalb von nur drei Minuten stellten Knez und Jerkovič dann den 5:4-Endstand für Jugoslawien her. Bis heute gilt dieses Halbfinale als eines der legendären Spiele in der Geschichte des Fußballs. Im jugoslawischen Team standen der später in der Fußball-Bundesliga als Trainer berühmt gewordene Branko Zebec und Fahrudin Jusufi, der in den 1960er Jahren für Eintracht Frankfurt in der Bundesliga spielte.
Die Tschechoslowakei konnte sich nicht gegen die Sowjetunion durchsetzen, obwohl in ihren Reihen mit Josef Masopust einer der damals besten Spieler Europas stand. Trainer Vytlacil musste auf die Stammspieler Jozef Bomba und Svatopluk Pluskal verzichten. Bei der Mannschaft von Trainer Katschalin überragten das Außenläuferpaar Juri Woinow und Igor Netto. Zum Matchwinner avancierte aber Mittelstürmer Wiktor Ponedelnik. Die beiden Treffer von Walentin Iwanow bereitete er vor und in der 65. Minute erzielte er das Endergebnis von 3:0.

### Spiel um Platz 3
|                                             |   |            |           |
| 9. Juli 1960 in Marseille (Stade Vélodrome) |   |            |           |
| Tschechoslowakei                            | – | Frankreich | 2:0 (0:0) |

Die Tore für die ČSSR fielen durch Bubník in der 55. Min. und durch Pavlovič in der 88. Minute. Nur 9.438 Zuschauer verfolgten im Stade Velodrome das Spiel um Platz 3. Trainer Batteux war, wie auch schon im Halbfinale, ohne seinen kompletten Innensturm mit Raymond Kopa, Just Fontaine und Roger Piantoni angetreten und gab im Tor dem Reservisten Jean Taillandier von Racing Paris eine Chance. Im Sturm war Maryan Wisnieski alleine mit der Organisation des Offensivspiels überfordert. Bei der Elf von Trainer Rudolf Vytlačil waren mit Torhüter Viliam Schrojf und den Feldspielern Ján Popluhár, Ladislav Novák, Svatopluk Pluskal, Josef Masopust und Andrej Kvašňák bereits sechs Spieler im Einsatz, die bei der Fußball-Weltmeisterschaft 1962 in Chile das Finale erreichen sollten.

### Finale
Sowjetunion – Jugoslawien 2:1 n. V. (1:1, 0:1)
| Sowjetunion                                                | Sowjetunion | Jugoslawien | Jugoslawien |
| ---------------------------------------------------------- | --- | --- | ----------- |
| Sowjetunion                                                | \| Sonntag, 10. Juli 1960 um 21:30 Uhr in Paris (Prinzenpark) \| \| Zuschauer: 17.966[4] \| \| Schiedsrichter: Arthur Edward Ellis ( England) \|                                                                      | \| Sonntag, 10. Juli 1960 um 21:30 Uhr in Paris (Prinzenpark) \| \| Zuschauer: 17.966[4] \| \| Schiedsrichter: Arthur Edward Ellis ( England) \|                                                                       | Jugoslawien |
| Sowjetunion                                                | Lew Jaschin – Giwi Tschocheli, Anatoli Krutikow – Juri Woinow, Anatoli Masljonkin, Igor Netto – Slawa Metreweli, Wiktor Ponedelnik, Walentin Bubukin, Walentin Iwanow, Micheil Meschi Cheftrainer: Gawriil Katschalin | Blagoja Vidinić – Vladimir Durković, Fahrudin Jusufi – Ante Žanetić, Jovan Miladinović, Željko Perušić – Željko Matuš, Dražan Jerković, Milan Galić, Dragoslav Šekularac, Bora Kostić Cheftrainer: Aleksandar Tirnanić | Jugoslawien |
| Sowjetunion                                                | 1:1 Slawa Metreweli (49.) 2:1 Wiktor Ponedelnik (114.) | 0:1 Milan Galić (41.) | Jugoslawien |
| Sonntag, 10. Juli 1960 um 21:30 Uhr in Paris (Prinzenpark) | | |             |
| Zuschauer: 17.966                                          | | |             |
| Schiedsrichter: Arthur Edward Ellis ( England)             | | |             |

Aus Enttäuschung über das Ausscheiden der französischen Gastgeber kamen zum Finale nur noch 18.000 Zuschauer. Sie erlebten ein dramatisches Endspiel, bei dem die Jugoslawen zur Halbzeit mit 1:0 durch Milan Galić führten. Kurz nach der Pause erzielte Slawa Metreweli den Ausgleich, doch erst in der Verlängerung (114. Minute) ließ Wiktor Ponedelnik die Sowjets endgültig über den ersten Europameistertitel der Geschichte jubeln. Im Tor der Sowjetunion stand die russische Torwartlegende Lew Jaschin.

## Die Europameister
(in Klammern sind die Spiele und Tore angegeben)
| Sowjetunion      | |
| Sowjetunion 1955 | - Tor: Lew Jaschin (2/kein Tor), Wladimir Maslatschenko (0/-) - Abwehr: Wladimir Kessarew (0/-), Anatoli Krutikow (2/-), Giwi Tschocheli (2/-), Wiktor Zarjow (2/-) - Läufer: Anatoli Masljonkin (2/-), Igor Netto (2/-), Juri Woinow (2/-) - Sturm: German Apuchtin (0/-), Walentin Bubukin (2/-), Valentin Iwanow (2/2), Juri Kowaljow (0/-), Micheil Meschi (2/-), Slawa Metreweli (2/1), Wiktor Ponedelnik (2/2) - Trainer: Gawriil Katschalin |

## Vize-Europameister
Trainer: Aleksandar Tirnanić

Torhüter: Blagoja Vidinić, Milutin Šoškić

Abwehr: Vladimir Durković, Fahrudin Jusufi, Jovan Miladinović, Branko Zebec

Mittelfeld: Ante Žanetić, Željko Matuš, Željko Perušić, Tomislav Knez

Angriff: Milan Galić, Dražan Jerković, Bora Kostić, Dragoslav Šekularac

## All-Star-Team
Ein offizielles UEFA-All-Star-Team der wertvollsten Spieler eines Turniers wurde erstmals bei der Europameisterschaft 1996 in England gewählt. Für die Zusammenstellung der besten Spieler der EM 1960 wurde von der UEFA folgendes Team ausgewählt:
| Torhüter    | Abwehr                                                      | Mittelfeld                                                   | Stürmer                         |
| ----------- | ----------------------------------------------------------- | ------------------------------------------------------------ | ------------------------------- |
| Lew Jaschin | Vladimir Durković Igor Netto Slawa Metreweli Ladislav Novák | Josef Masopust Milan Galić Walentin Iwanow Wiktor Ponedelnik | Dragoslav Šekularac Bora Kostić |

## Torschützenliste (Endrunde)
| Rang | Spieler           | Tore |
| ---- | ----------------- | ---- |
| 1    | Milan Galić       | 2    |
|      | François Heutte   | 2    |
|      | Walentin Iwanow   | 2    |
|      | Dražan Jerković   | 2    |
|      | Wiktor Ponedelnik | 2    |
| 6    | Vlastimil Bubník  | 1    |
|      | Tomislav Knez     | 1    |
|      | Slawa Metreweli   | 1    |
|      | Ladislav Pavlovič | 1    |
|      | Jean Vincent      | 1    |
|      | Maryan Wisnieski  | 1    |
|      | Ante Žanetić      | 1    |

Torschützenkönige des gesamten Wettbewerbs wurden der Tschechoslowake Titus Buberník sowie die Franzosen Just Fontaine und Jean Vincent mit jeweils 5 Toren.